# Русь (загін, РФ)
Русь, або Жіночий батальйон «Русь» — незаконне збройне формування, входить до складу 2-го армійського корпусу Російської Федерації. Формально знаходиться у підпорядкуванні організації ЛНР.
Формувався у місті Сорокине. Комплектувався виключно жінками.

## Історія
Створювалося бандформування в кінці червня 2014 року на основі шахтної охорони «Краснодонвугілля». Командиром цього батальйону є Віктор Веремеєнко, позивний «Мансур». Про командира цього незаконного збройного формування відомо, що він уродженець Краснодона, народився 13.07.1968 р. Саме це місто вказане як основне місце дислокації бандформування «Русь». Командир бандформування вважає що жінки менш схильні до дезертирства, як це все частіше відбувається з чоловіками.
На початку квітня 2015 року бандформування було роззброєне а потім переведене в пряме підпорядкування «Міноборони ЛНР». При цьому лише частина особового складу увійшла до так званої «народної міліції». Раніше в мережі були опубліковані фото з тренувальних стрільб «Русі».